# 渡部るみ
渡部 るみ（わたなべ るみ、1955年11月10日-）は、日本の女優、声優。東映アカデミーに所属していた。

## 出演作品

### テレビドラマ
- はぐれ刑事純情派3「必死の逃亡者・子供を捨てた女」
- 火曜ミステリー劇場「カラオケ教室殺人事件　日本海おんなが消えた歌の旅」
- 森村誠一の終着駅シリーズ「信濃大町発7時53分あずさ8号殺意のめぐり逢い」（1992年2月、テレビ朝日）
- 秋の旅情サスペンス 駅弁探偵連続殺人 お立ち台ギャルとブルセラ女子高生の秘密
- 森村誠一の終着駅シリーズ「死刑台の舞踏・華やかな結婚式に殺人の祝福が…盗み撮りされた美しい獲物!」
- 密会の宿「謎の美少女と白い帽子の女　置き忘れた免許証が…」
- 船長シリーズ「高松-神戸ジャンボフェリー殺人海峡」
- 女弁護士 朝吹里矢子「相続欠格の秘密」

### 特撮
- 仮面ライダーシリーズ
  - 仮面ライダー (スカイライダー)
  - 仮面ライダーBLACK（1987年）第5話「迷路を走る光太郎」
  - 仮面ライダーBLACK RX（1988年）第38話「白骨ヶ原の妖舞団」
- スーパー戦隊シリーズ
  - 超新星フラッシュマン（母親）
  - 超獣戦隊ライブマン（主婦）
  - 地球戦隊ファイブマン（主婦）
  - 鳥人戦隊ジェットマン（原始人）
  - 恐竜戦隊ジュウレンジャー（人々、ドーラミラージュ人間体）
  - 五星戦隊ダイレンジャー（指輪官女（声及び人間体））
  - 忍者戦隊カクレンジャー（隣のおばさん、おかみさん）
  - 超力戦隊オーレンジャー（ツトムの母）
  - 激走戦隊カーレンジャー（ボーゾックの声、主婦、ダップの母の声）
  - 百獣戦隊ガオレンジャー（下町の主婦）
- 東映不思議コメディーシリーズ
  - 勝手に!カミタマン（ラーメン屋の店員）
  - 美少女仮面ポワトリン（美容師、ヤマモトの母、乾物屋の母、ディアブルの母）
  - 不思議少女ナイルなトトメス（主婦、マッサージの客、母親、UFOおばさんの声）
  - 有言実行三姉妹シュシュトリアン（ゴミ箱を襲う市民、主婦、オバタリアン）
- メタルヒーローシリーズ
  - 機動刑事ジバン第8話（小林の妻）、第43話（コブラノイド人間態）
  - 特救指令ソルブレイン第14話
  - 特捜エクシードラフト第18話、第37話（太郎の母）
  - ブルースワット 第8話（主婦）
  - 重甲ビーファイター 第26話「蟹と水着と親父」（母親）
  - ビーファイターカブト 第7話、第24話（1996年）
  - ビーロボカブタック 第26話「幽霊はスイカ好き」（1997年8月、テレビ朝日系） - スイカ好きの幽霊をバカにした幽霊

### テレビアニメ
- キューティーハニーF（パンサーゾラ、婦人）
- 金田一少年の事件簿（マツ、菊）
- 花より男子（牧野千恵子）
- ひみつのアッコちゃん（第3作）（八百屋、番台のおばさん、八百屋のおばちゃん）
- 夢のクレヨン王国（花売り、ヤツデ母、オクトパス夫人）